# Zielebach
Zielebach ist eine politische Gemeinde im Verwaltungskreis Emmental des Schweizer Kantons Bern.

## Geographie
Zielebach liegt auf 460 m ü. M., 6 km südsüdöstlich der Stadt Solothurn (Luftlinie). Das Dorf erstreckt sich in der flachen Schwemmlandebene der Emme, östlich des kanalisierten Flusslaufs, im Schweizer Mittelland.
Die Fläche des 1,9 km² grossen Gemeindegebiets umfasst einen völlig ebenen Abschnitt des Berner Mittellandes. Die westliche Gemeindegrenze bildet die Emme, die hier kanalisiert und begradigt entlang dem Ostfuss des Altisbergs, eines Ausläufers der Molassehöhen des Bucheggberges, verläuft. Von der Emme erstreckt sich der Gemeindeboden ostwärts über die grundwasserreiche Ebene mit den Waldgebieten des Schachen und des Hochwaldes bis zur Rodung von Zielebach. Im Obergerlafingenwald im äussersten Südosten des Gebietes wird mit 467 m ü. M. der höchste Punkt von Zielebach erreicht. Von der Gemeindefläche entfielen 1997 7 % auf Siedlungen, 49 % auf Wald und Gehölze, 42 % auf Landwirtschaft, und etwas mehr als 2 % war unproduktives Land.
Nachbargemeinden von Zielebach sind Utzenstorf, Wiler bei Utzenstorf und Bätterkinden im Kanton Bern sowie Biberist, Gerlafingen und Obergerlafingen im Kanton Solothurn.

## Bevölkerung
Mit 329 Einwohnern (Stand 31. Dezember 2023) gehört Zielebach zu den kleinen Gemeinden des Kantons Bern. Im Jahr 2000 waren von den Bewohnern 98,2 % deutschsprachig, 1,2 % italienischsprachig, und 0,3 % sprachen Polnisch. Die Bevölkerungszahl von Zielebach belief sich 1850 auf 180 Einwohner, 1900 auf 217 Einwohner. Im Verlauf des 20. Jahrhunderts pendelte die Bevölkerungszahl stets im Bereich zwischen 200 und 250 Personen. Seit 1980 (217 Einwohner) wurde eine deutliche Bevölkerungszunahme verzeichnet. Das Siedlungsgebiet von Zielebach ist heute lückenlos mit demjenigen von Obergerlafingen zusammengewachsen.

## Politik
Die Stimmenanteile der Parteien anlässlich der Nationalratswahl 2023 betrugen: SVP 61,2 % (+6,3 %), Mitte 11,1 % (−1,2 %), SP 10,8 % (−0,2 %), FDP 7,7 % (−0,1 %), glp 2,8 % (+1,0 %), EVP 1,5 % (+1,1 %), GPS 0,2 % (−7,5 %).

## Wirtschaft
Zielebach war bis in die zweite Hälfte des 20. Jahrhunderts ein vorwiegend durch die Landwirtschaft geprägtes Dorf. Noch heute haben der Ackerbau, die Viehzucht und die Forstwirtschaft einen wichtigen Stellenwert in der Erwerbsstruktur der im Ort arbeitenden Bevölkerung. Einige weitere Arbeitsplätze sind im lokalen Kleingewerbe und im Dienstleistungssektor vorhanden, unter anderem in einem Betrieb des Transportgewerbes. In den letzten Jahrzehnten hat sich das Dorf zu einer Wohngemeinde entwickelt. Die meisten Erwerbstätigen sind deshalb Wegpendler, die hauptsächlich in den grösseren Ortschaften der Umgebung sowie in der Agglomeration Solothurn arbeiten.

## Verkehr

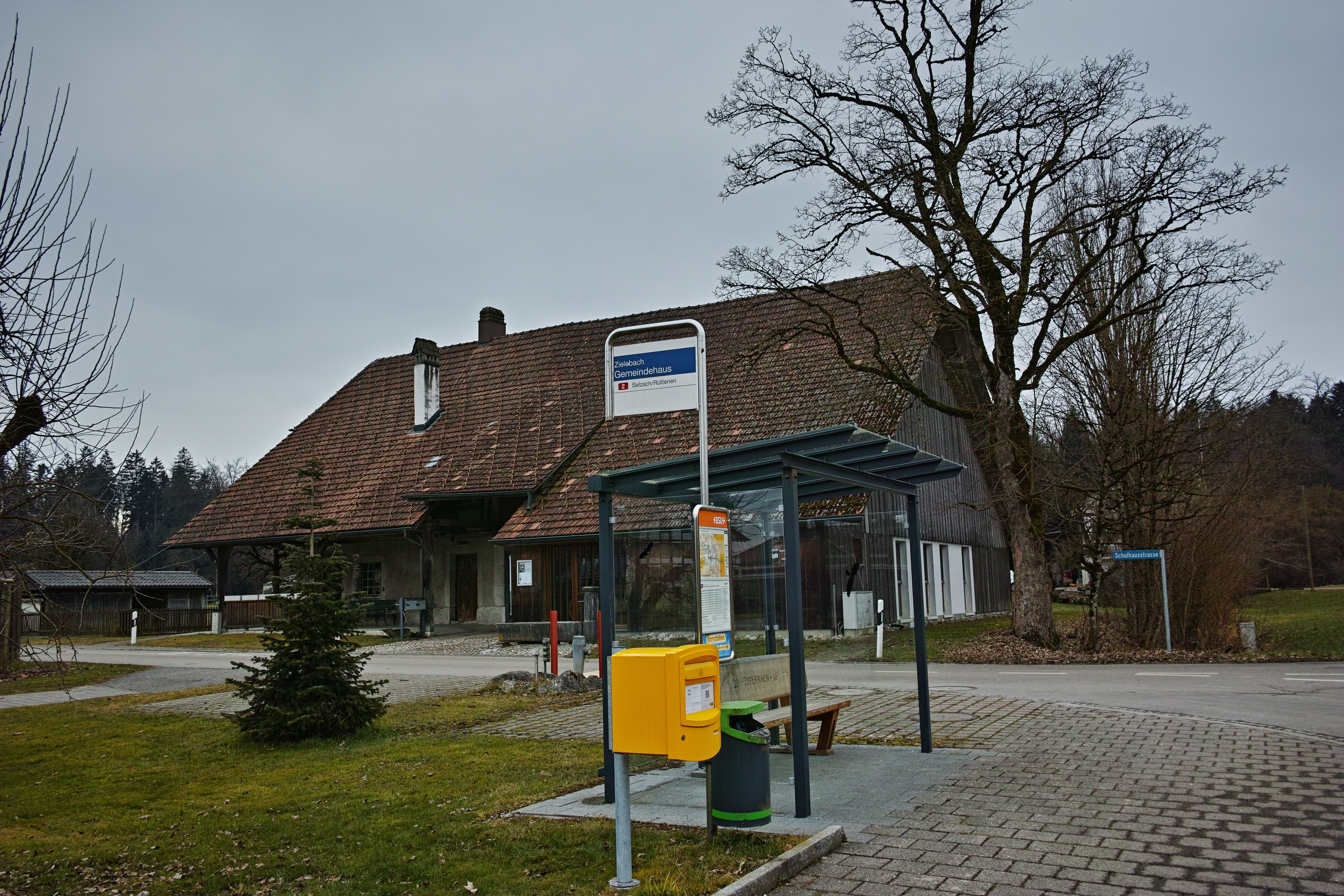
Bushaltestelle «Zielebach, Gemeindehaus»

Die Gemeinde liegt abseits der grösseren Durchgangsachsen, ist aber von Gerlafingen und Obergerlafingen leicht erreichbar. Der nächste Anschluss an die Autobahn A1 (Bern–Zürich) befindet sich rund 4 km vom Ortskern entfernt. Seit Dezember 2008 hat Zielebach eine eigene Bushaltestelle. Sie liegt beim Gemeindehaus. Die Buslinie stellt die Verbindung nach Obergerlafingen, Gerlafingen, Biberist, Solothurn und bis nach Bellach her.

## Geschichte
Die erste urkundliche Erwähnung des Ortes erfolgte 1274 unter dem Namen Zielibach; von 1319 ist die Schreibweise Zielebach überliefert. Der Ortsname geht auf den althochdeutschen Personennamen Ziolo oder Cielo zurück und bedeutet demnach Bach des Ziolo/Cielo.
Im Mittelalter gehörte Zielebach den Herren von Grünenberg. Seit 1341 hatte auch das Kloster St. Urban reichen Grundbesitz im Dorf. Kurz nach 1400 gelangte Zielebach unter Berner Oberhoheit, zur Herrschaft Landshut und in den Einflussbereich der Landvogtei Wangen, welche die Hohe Gerichtsbarkeit ausübte. Mit dem Verkauf der Herrschaft Landshut im Jahr 1514 kam das Dorf unter die direkte Berner Herrschaft und wurde der Landvogtei Landshut zugeordnet.
Nach dem Zusammenbruch des Ancien Régime (1798) gehörte Zielebach während der Helvetik zum Distrikt Burgdorf und ab 1803 zum Oberamt Fraubrunnen, das mit der neuen Kantonsverfassung von 1831 den Status eines Amtsbezirks erhielt. Zielebach besitzt keine eigene Kirche, es gehört zur Pfarrei Utzenstorf.

## Persönlichkeiten
- Jakob Steiner (1813–1865), Richter und Politiker, Nationalrat und Regierungsrat des Kantons Bern

## Galerie

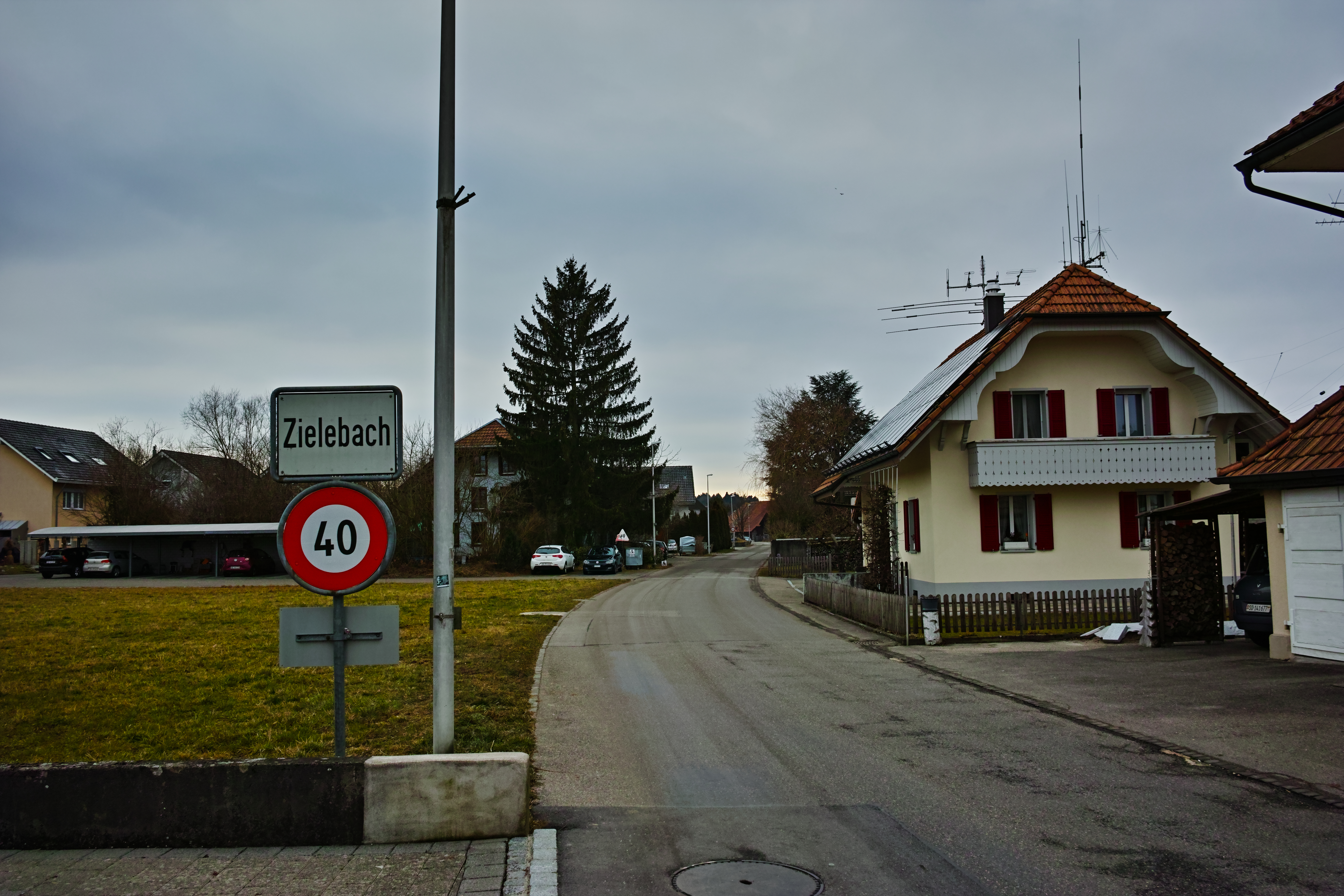
Ortseingang von Zielebach an der Strasse von Obergerlafingen
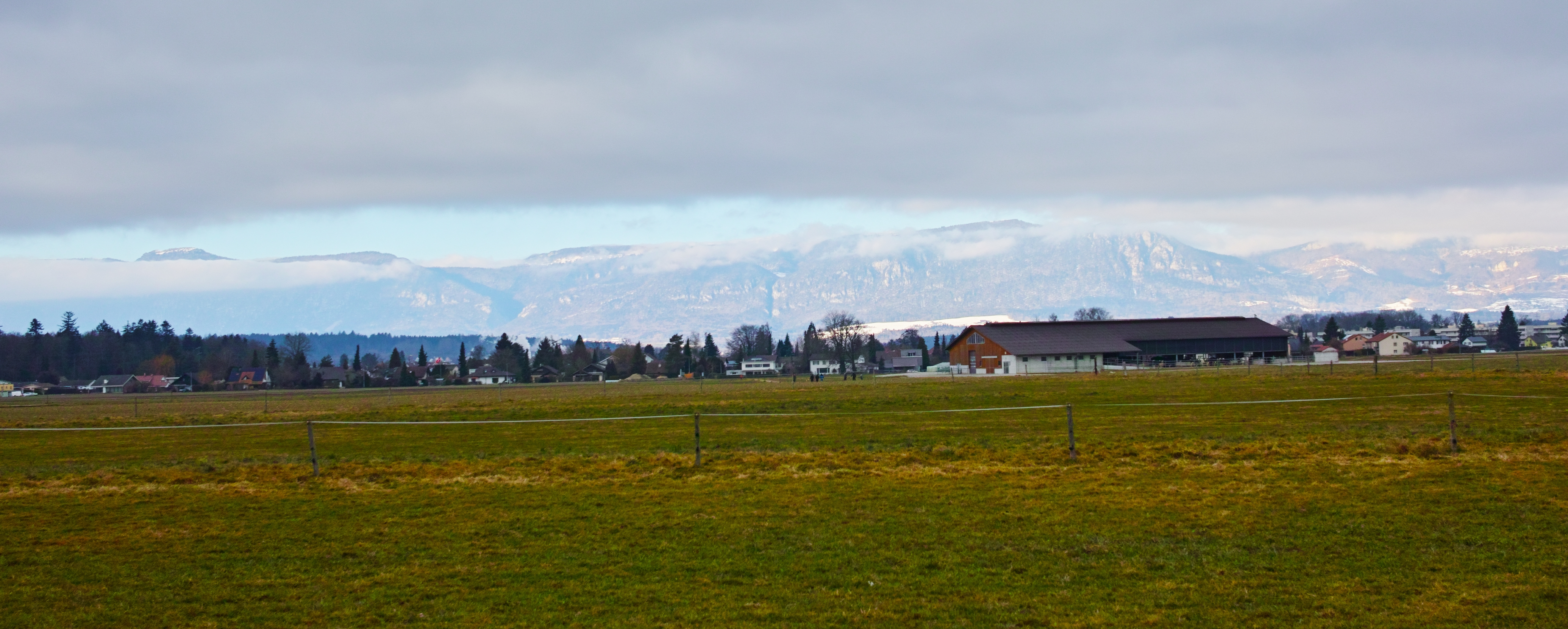
Blick von Zielebach in Richtung Gerlafingen (Kanton Solothurn) und auf die erste Jurakette
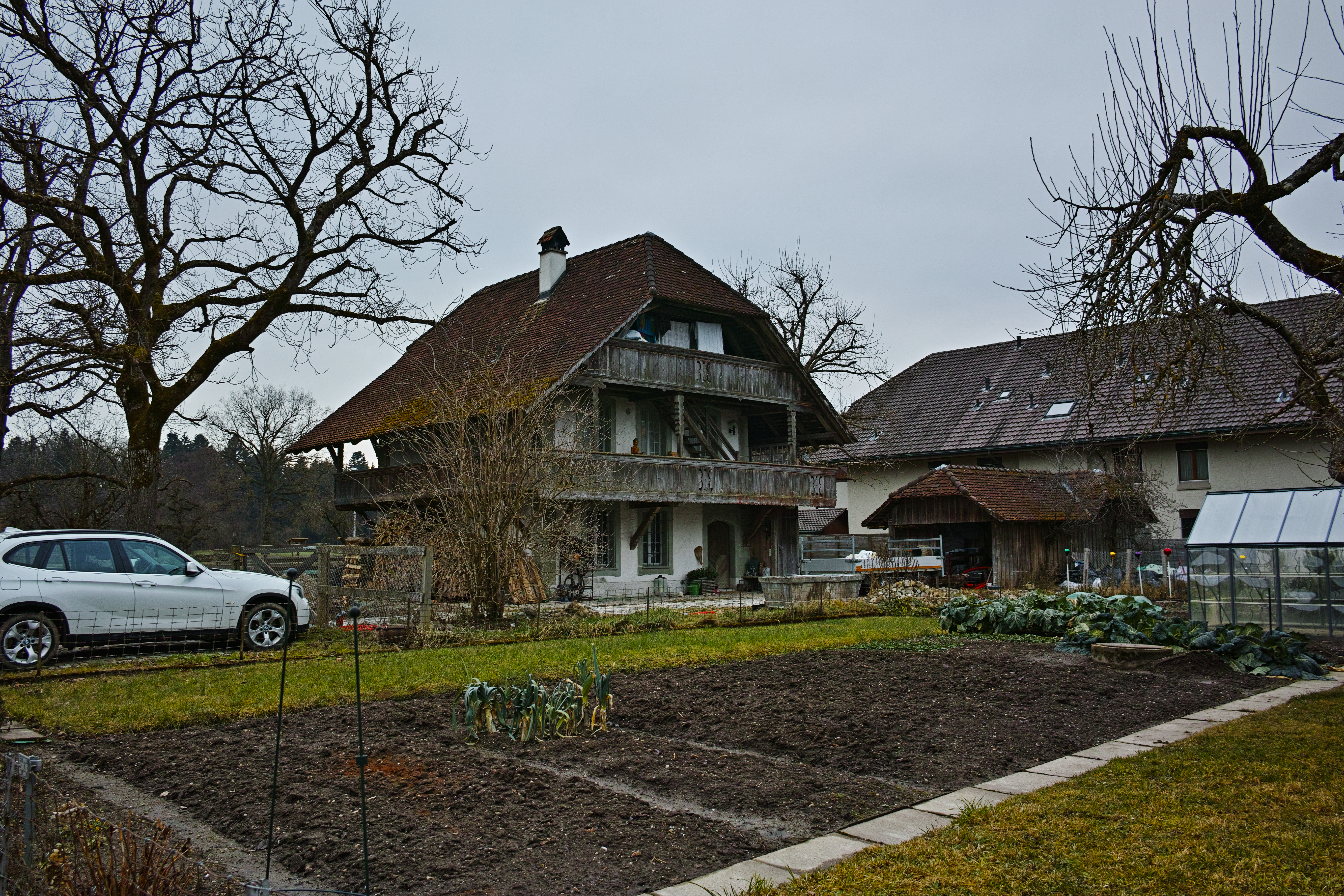
Stöckli an der Oberdorfstrasse
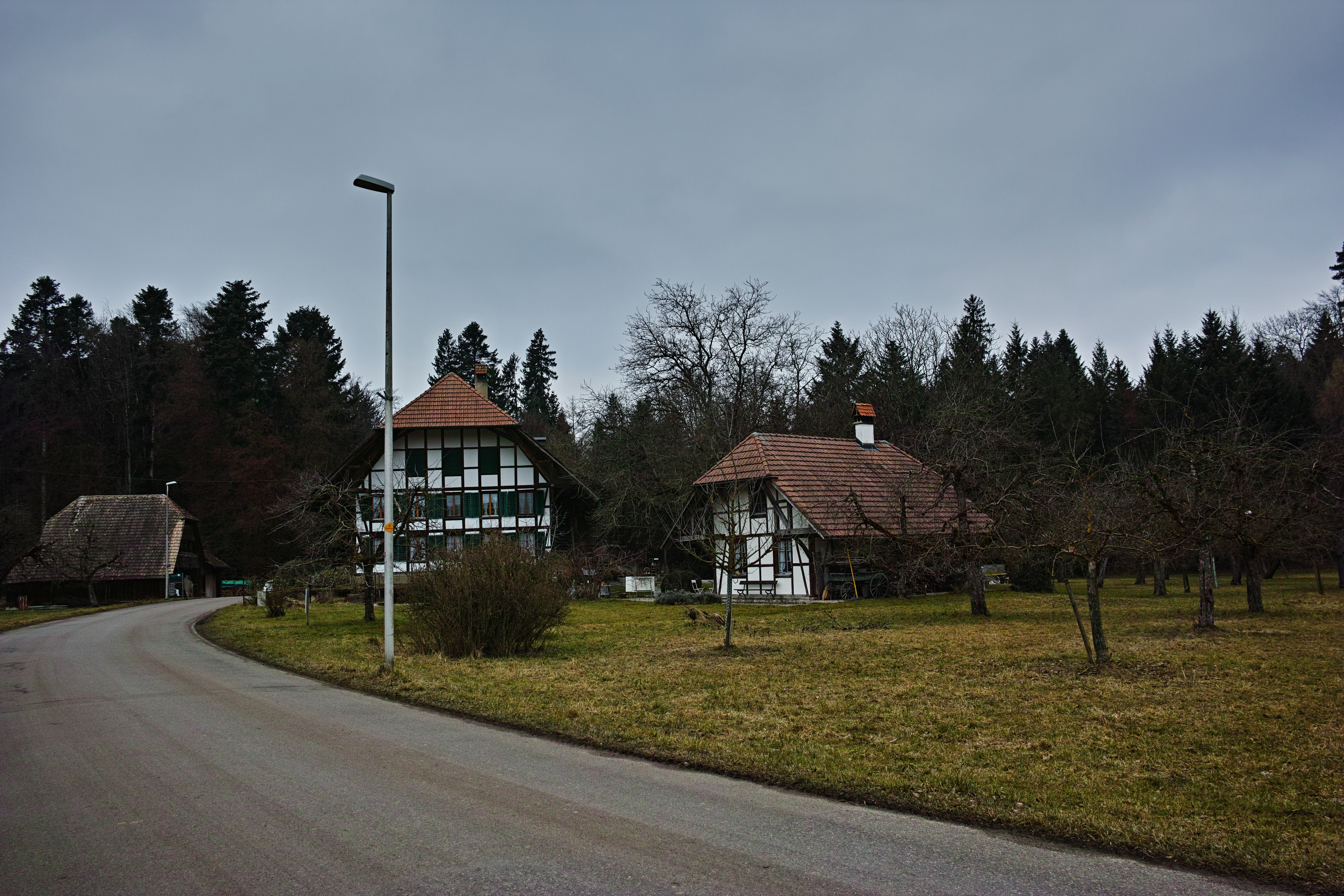
Ortsausgang Richtung Westen